# فيبيرا مونتيكولا
فيبيرا مونتيكولا هو أحد أنواع الأفعى السامة المتوطنة في المغرب. ولم يتم التعرف على أي نوع فرعي حاليًا.

## الوصف
أفعى جبال الأطلس (فيبيرا مونتيكولا) هي نوع صغير جدًا، حيث يبلغ أقصى طول إجمالي (جسم + ذيل) أقل من 40 سم.

## أماكن التواجد
توجد في جبال الأطلس الكبير بالمغرب.

## حالة التحفظ
تم تصنيف هذا النوع على أنه قريب من التهديد (NT) وفقًا لقائمة الاتحاد الدولي لحفظ الطبيعة الحمراء للأنواع المهددة بالانقراض (الإصدار 3.1، 2001).